# Jogo de tiro tático

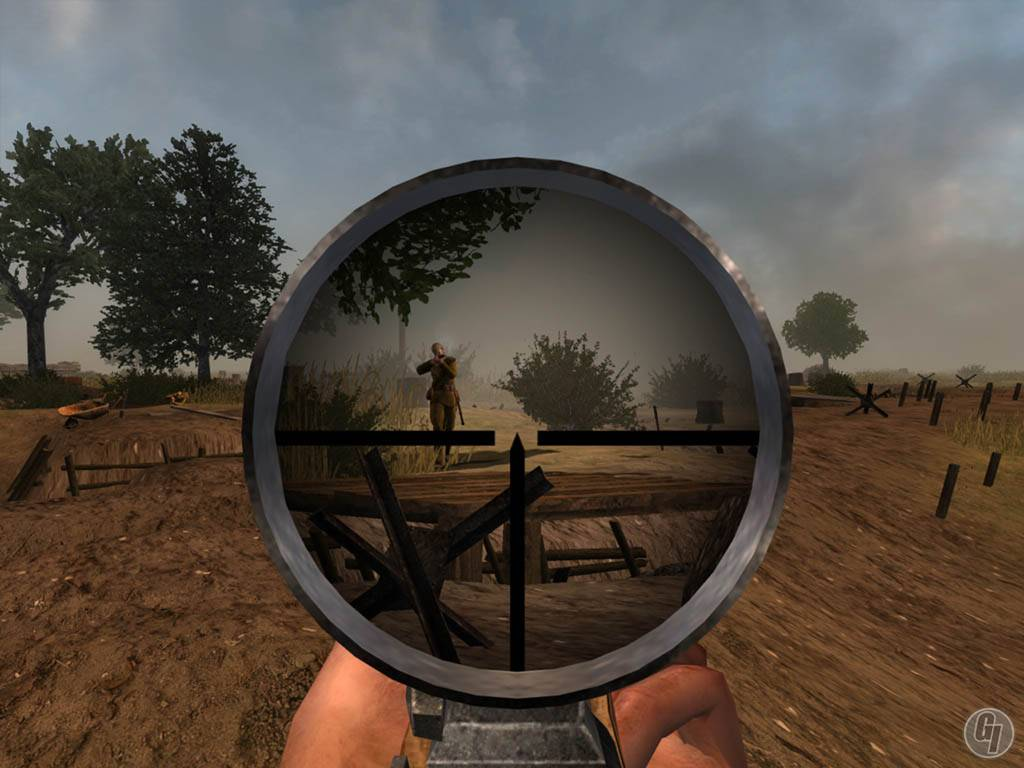
Captura de tela do Red Orchestra, um jogo de tiro tático.

Jogos de tiro tático são um subgênero de jogos de tiro que cobrem tanto gênero de tiro em primeira pessoa quanto os de tiro em terceira pessoa. Esses jogos simulam um combate realista, tornando a tática e o cuidado mais importantes do que os reflexos rápidos em outros jogos de ação. Surgiram em 1998 na indústria dos games, sendo Rainbow Six e Ghost Recon geralmente creditados como pioneiros e definidores do gênero. Outro jogo chave foi Delta Force, o qual enfatizou no armamento do mundo real e em eliminações rápidas. O gênero foi também influenciado pela série SWAT, um spin-off da série de jogos de aventura Police Quest.
Rainbow Six  foi creditado como um jogo revolucionário, definindo as convenções do gênero. O game foi inspirado pela equipe de resgate de reféns do FBI, e foi desenhado para simular o time de especialistas executando uma operação complexa. O game foi projetado para enfatizar estratégia de um modo que fosse divertido para os jogadores que não tinham reflexos apurados. A série tornou-se referência para o gênero em termos de detalhes e precisão.
Jogos de tiro tático como  Soldier of Fortune possuem representação gráfica de brutalidade e violência,  que ambos os defensores e detratores consideram ser mais realista do que a maioria dos  jogos de tiro  em primeira pessoa. Entre os primeiros FPS a contar com armas realistas  em vez de armas futurísticas, incluiu modos singleplayer e multiplayer com o conceito de jogar como um mercenário.
Alguns dos shooters táticos mais notáveis foram mods de conversão total de títulos de FPS que tinham sido lançado de graça. Infiltration, uma conversão total de Unreal Tournament (1999), tem sido descrito como "uma transformação de desenhos selvagens de Unreal Tournament em um jogo angustiante de gato e rato". Half-Life: Counter-Strike (2000), um mod de Half-Life (1998), foi o jogo multiplayer mais popular de sua era, ainda que houvesse jogos de tiro em primeira pessoas com motores gráficos mais avançados como Unreal Tournament 2003.